# Palmirosches Haus
Das Palmirosche Haus war ein palladianisches Bürgerhaus an der Ecke Alter Markt/Kaiserstraße in Potsdam. Es wurde im Jahr 1753 im Auftrag von Friedrich dem Großen nach Entwurf von Carl Ludwig Hildebrandt erbaut. Als Vorlage diente der von Andrea Palladio entworfene, aber nicht ausgeführte Palazzo Giulio Capra in Vicenza. Beim Luftangriff auf Potsdam 1945 zerstört, wird die Fassade voraussichtlich ab 2026 rekonstruiert werden.

## Geschichte
Das Gebäude war nach seinem ersten Eigentümer benannt, dem Grenadier Dominico Palmiro. Im Palmiroschen Haus wurde 1803 der spätere Architekt Ludwig Persius geboren.